# KV26
KV26 es una tumba egipcia del llamado Valle de los Reyes, situado en la orilla oeste del Nilo, a la altura de la moderna ciudad de Luxor. Se sabe muy poco acerca de esta tumba, aunque parece datar de la dinastía XVIII.

## Situación
La tumba número 26 del Valle de los Reyes está situada en el ramal suroeste de la zona meridional de la necrópolis, cerca de otras tumbas menores como KV29, KV30 o KV40. No hay ninguna entrada de tumba real relativamente próxima a KV26, lo que hace del paraje un lugar "vacío" y de menor importancia que otras zonas del Valle de los Reyes.
La planta de la tumba responde a un enterramiento de un noble. Ser enterrado en el Valle de los Reyes sin ser miembro de la familia real era un favor muy especial concedido a muy pocos privilegiados, por sus méritos o por la enorme influencia que desplegaron durante su vida. El ocupante de KV26 tuvo que ser realmente importante, ya que aparte de gozar de la otra vida con la cercanía de los grandes reyes, su tumba presenta, aparte de los habituales pozo de entrada y cámara sepulcral, un corredor que une ambas. La tumba en sí parece ser que fue burdamente excavada en la roca, sin acabar de tallar las paredes. Además, y como en el resto de las tumbas de los nobles, no existe decoración alguna que nos permita averiguar quién fue el ocupante del enterramiento.

## Excavación
Como se señaló con anterioridad, se saben muy pocas cosas acerca de KV26, entre ellas la fecha exacta de su descubrimiento. Se cree que pudo ser visitada por James Burton durante la primera mitad del siglo XIX, aunque el primer excavador que señaló inequívocamente su presencia fue Victor Loret, ya en 1898. Aun así, hasta el momento no se ha realizado ninguna labor de limpieza y excavación de la tumba, que sigue llena de escombros que hacen imposible la entrada.
Por el momento, habrá que seguir esperando una expedición que se dedique a abrir la tumba, que aún puede albergar dentro algún objeto que quizás indique quién fue el ocupante del lugar. Sea como fuere, es casi seguro que data de la dinastía XVIII, pues la tipología arquitectónica parece estar fechada en esta época.